# Nancy Akinyi Debe
Nancy Akinyi Debe, née le 2 février 1990, est une coureuse cycliste kényane.

## Palmarès
- 2018
  -  Médaillée d'argent des championnats d'Afrique de VTT
- 2019
  -  Médaillée de bronze du cross-country marathon aux Jeux africains[1]
- 2021
  - Tour du Burundi :
    - Classement général
    - 1re, 2e, 3e et 5e étapes

## Classements mondiaux
| Année                                 | 2018 | 2019 | 2020 | 2021 | 2022 | 2023  | 2024 |
| ------------------------------------- | ---- | ---- | ---- | ---- | ---- | ----- | ---- |
| Classement UCI                        | 454e | 966e | nc   | 679e | nc   | 1291e | 850e |
|                                       |      |      |      |      |      |       |      |
| Légende : nc = non classéSource : UCI |      |      |      |      |      |       |      |